# Catagramma latona
Catagramma latona är en fjärilsart som beskrevs av Butler 1869. Catagramma latona ingår i släktet Catagramma och familjen praktfjärilar. Inga underarter finns listade i Catalogue of Life.